# MJ-S 3 Zahrada
MJ-S 3 „Zahrada“ je pěchotní srub v Šatově v okrese Znojmo, součást Areálu československého opevnění Šatov. Výstavba srubu byla zadána 18. května 1938 jako součást podúseku 1./XI. Šatov v rámci ŽSV XI Hrušovany nad Jevišovkou. Do začátku druhé světové války nebyl dokončen, k tomu došlo až v roce 1948 s tím, že kolaudace proběhla 11. listopadu téhož roku. Do roku 1999 pak byl využíván armádou, v roce 2004 byl zapůjčen Technickému muzeu v Brně a od června roku 2005 je zpřístupněn veřejnosti.

## Popis
MJ-S 3 je samostatný oboustranný dvoukřídlý pěchotní srub postavený ve II. stupni odolnosti. V horním patře na úrovni terénu se nachází vstup do objektu, skladiště munice, místnost pro velitele objektu, vstupy do dvou pancéřových zvonů a také především dvě střelecké místnosti s hlavní výzbrojí srubu. Spodní patro bylo týlové, jsou zde místnosti pro strojovnu, filtrovnu, skladiště a také ubikace osádky, která čítala 35 mužů. Postaven byl podle projektu srubu OP-S 41 na Opavsku, jenž však nebyl do Mnichovské dohody realizován. Kubatura betonu činila 1450 m³.
V každé střelecké místnosti se nacházel 4cm kanón vz. 36 spřažený s těžkým kulometem vz. 37 (zbraň L1) a dvojče těžkých kulometů vz. 37 (zbraň M). Nejbližší okolí srubu mohlo být bráněno čtyřmi lehkými kulomety vz. 26 (zbraň N) ve střílnách a dalšími dvěma, které měli k dispozici pozorovatelé/střelci ve dvou pěchotních zvonech.

## Historie
Výstavba celého šatovského 1./XI. stavebního podúseku byla zadána 18. května 1938 pražské firmě Konstruktiva, stavět se začalo 15. června 1938 a měl být dokončen do 250 dnů. Betonáž srubu MJ-S 3 proběhla 22.–30. srpna téhož roku, nicméně do konce září téhož roku se stále jednalo o hrubou stavbu bez vnitřní výbavy a výzbroje. Za druhé světové války byly vytrženy střílny všech hlavních zbraní. O dokončení a reaktivaci tohoto srubu a dalších pěti objektů na jižní Moravě bylo rozhodnuto až v roce 1947, stavba pak byla dokončena až v roce 1948 s tím, že prvním dnem obnovené stavby byl 21. červenec, stavitelem byla společnost J. Růžičky ze Znojma.
Stavba měla být dokončena 30. dubna 1948, k dokončení pak došlo až 17. června 1948, kolaudace pak proběhla 11. listopadu téhož roku. Během prací došlo k osazení střílen, byly dostavěny vnitřní příčky a obnovena vnitřní i vnější omítka srubu. Proběhly také terénní úpravy a kameninové záhozy, v letech 1949/1950 pak došlo k osazení nově vyrobených pancéřových zvonů z Vítkovických železáren a roku 1951 došlo k instalaci podlážek zvonů a bylo osazeno vnitřní vybavení.
V roce 1959 proběhly další stavební úpravy – ženijní prapor z Bratislavy, 5. motostřelecký pluk z Mikulova a 9. motostřelecký pluk ze Znojma vybouraly ocelolitinové střílny pro 4cm kanón vz. 36 a osadily nové střílny pro 85mm kanón vz. 44/59 (dva kanóny, nové hlavní zbraně objektu, byly instalovány v roce 1960). Instalovány byly i těžké kulomety vz. 37 s přípravou pro odvod vystřílených nábojnic do příkopu, ve výzbroji pak byly i lehké kulomety vz. 26.
Srub nikdy nebyl naplno užíván a neměl stálou posádku (plánováno bylo 28 osob), byl však zakonzervován a využíván k výcviku. Do poloviny 90. let probíhala pravidelná inspekce a údržba a v roce 1999 byla pevnostní jednotka zrušena a pak došlo k vyklizení pevnostního srubu a v roce 2004 byl propůjčen Technickému muzeu v Brně. Stejně tak se stalo v případě sousedního pěchotního srubu MJ-S 2 „Úvoz“. V roce 2005 došlo ke zpřístupnění srubu Zahrada veřejnosti. Objekt byl rekonstruován do podoby z 80. let 20. století, poblíž něj byla také pohraniční strážní věž z dob socialismu, replika domku pro celní stráž a pasovou kontrolu z roku 1938 a prvky protitankových překážek.